# Patagonia rebelde
La «Patagonia rebelde» también conocida como la «Patagonia trágica», es el nombre que recibió las luchas y el conflicto armado protagonizado por trabajadores rurales en huelga conducidos por líderes locales y militantes de la corriente anarcosindicalista en el Territorio Nacional de Santa Cruz, en la Patagonia argentina, entre 1920 y 1922.
Algunas versiones impulsadas desde los sectores patronales y la prensa mayoritaria de la época, plantearon que la protesta de los trabajadores y el conflicto en general solo era un movimiento "subversivo", e incluso se afirmó que el mismo era instigado desde Chile. Estas visiones fueron cuestionadas desde sus inicios por la prensa anarquista y socialista de la época —como los periódicos La Protesta y La Antorcha— así como poco después en el libro de José María Borrero titulado La Patagonia trágica. Sin embargo, las denuncias de las matanzas cobraron verdadera fuerza y fueron conocidas ampliamente a partir de la publicación de la obra de Osvaldo Bayer Los vengadores de la Patagonia Trágica, a comienzos de la década de 1970. Este autor demostró que en realidad se trató de un movimiento huelguístico reprimido por parte del Ejército Argentino, y que se saldó con entre 1000 y 1500 obreros asesinados y la muerte de dos conscriptos.
Esta represión se inscribe en el proceso más amplio de clausura del período de colonización inicial de la Patagonia austral por parte de Chile y Argentina, marcado por la suplantación de las soberanías indígenas, el genocidio selknam en Tierra del Fuego y la reproducción de un modelo de explotación marcado por la hiperconcentración de la propiedad de la tierra y el comercio. Esta «soberanía ovina» fue seriamente disputada por un movimiento obrero transnacional y plurinacional, que comenzó en Punta Arenas y se extendió por los territorios de colonización de Tierra del Fuego, Magallanes y Santa Cruz. Entre 1918 y 1922 las tropas argentinas y chilenas reprimieron coordinadamente al movimiento obrero austral iniciado en 1912. En 1918 se produjo el primer asesinato de un huelguista en Punta Arenas; en 1919, el levantamiento y represión de la mal llamada «comuna de Puerto Natales»; y en 1920, la matanza de la Federación Obrera de Magallanes.
El término de la Primera Guerra Mundial había causado la baja del precio de la lana. Esto afectó gravemente a las estancias ovejeras de la Patagonia. Los estancieros respondieron con despidos y con una reducción generalizada de las condiciones laborales. En Santa Cruz se produjeron una serie de huelgas independientes distribuidas en la región. Intervinieron organizaciones sindicales anarquistas como la Sociedad Obrera de Río Gallegos y la Federación Obrera Regional Argentina (FORA), incitando a los obreros por medio de campañas de propaganda y un empuje a la sindicalización de los obreros. También participaron fuerzas paramilitares reaccionarias como la Liga Patriótica bajo contacto de los estancieros. El presidente Hipólito Yrigoyen envía en enero de 1921 tropas del Ejército comandadas por el teniente coronel Héctor Benigno Varela con órdenes de «normalizar» la situación. A pesar de lograrse un acuerdo inicial, las negociaciones colapsan y los disturbios se transforman en una huelga general, culminando en la toma de haciendas y el regreso de la armada con órdenes de terminar con las huelgas por uso de la fuerza. Entre 300 y 1.500 obreros fueron asesinados o fusilados.
La policía informó la pérdida de cinco de sus hombres y el Ejército admitió haber perdido dos soldados. Varela afirmó en su informe al Ministerio de Guerra que los trabajadores planeaban derrotar a la expedición militar y, con ayuda de los sindicatos, «tomarían el poder en Buenos Aires». Se ha afirmado que los hombres de Varela combatieron contra carabineros chilenos y que se había capturado a diez de ellos; información que se usó desde entonces para justificar la masacre como una defensa de la soberanía argentina contra un intento de invasión chileno.
La inusitada represión constituye uno de los hechos más graves de violencia contra los trabajadores durante un gobierno democrático argentino.

## Los acontecimientos
La FORA (Federación Obrera Regional Argentina) había organizado en Río Gallegos, Provincia de Santa Cruz, la Sociedad Obrera de Río Gallegos dirigida por el anarquista español Antonio Soto, conocido como el Gallego Soto. Santa Cruz era un centro de producción de lana con destino a la exportación, con grandes latifundios y frigoríficos británicos. La baja demanda de los inventarios de lana, que estaban acumulados al finalizar la Primera Guerra Mundial, y la caída del precio de $9,74 a $3,08, regresando así al nivel normal de cotización en tiempos de paz, darán lugar a una crisis regional. Esta afectó a los estancieros y comerciantes, pero repercutió aún más sobre los trabajadores laneros y los peones rurales, que vivían en condiciones miserables. Con el fin de la Guerra, el precio de las exportaciones de materias primas patagónicas bajó. La jornada normal de los obreros de ese entonces era de 12 horas, la de los esquiladores y los arrieros rondaba las 16 horas; los salarios eran ínfimos y frecuentemente eran pagados en bonos o en moneda extranjera que al cambiarla en los comercios era tomada por un valor menor. A esto se sumaba que el único día de descanso laboral era el domingo.

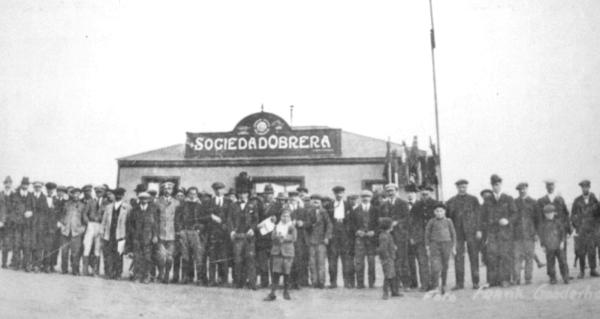
Frente del local de la Sociedad Obrera de Río Gallegos (1920).

Una huelga de protesta en septiembre de 1920 contra las arbitrariedades de la autoridad policial, el boicot a tres comerciantes ligados a la Sociedad Rural y la detención de los dirigentes de la Sociedad Obrera profundizaron el enfrentamiento. Acudieron delegados de toda la provincia, que discutieron las medidas a exigir a la Sociedad Rural. En esta situación, los obreros congregados en la Sociedad Obrera de Río Gallegos presentaron a la patronal un pliego de reivindicaciones exigiendo un mejoramiento de las condiciones laborales.
Entre otras demandas los obreros exigían que en recintos de 16 m² no durmieran más de tres hombres, que se entregase un paquete de velas a cada obrero mensualmente, que no se trabajase los sábados, un mejoramiento de las raciones de alimentos, un sueldo mínimo mensual de 100 pesos y el reconocimiento de la Sociedad Obrera como el único representante legítimo de los trabajadores, aceptando el nombramiento de un delegado como intermediario entre las partes en conflicto. Este pliego fue rechazado por la organización que agrupaba a los estancieros y la Sociedad Rural. La respuesta de los trabajadores fue declarar la huelga general en toda Santa Cruz.

### Primera huelga
El 1 de noviembre de 1920 se declaró la huelga general. El 3 de noviembre intentaron asesinar al dirigente Antonio Soto, pero logró escaparse. El 18 de noviembre en una asamblea en la Sociedad Obrera se hizo una nueva propuesta en un 2° pliego a la Sociedad Rural, que sería aceptada por un reducido grupo de estancieros el 2 de diciembre. En Puerto Deseado y en Puerto San Julián también se declaró la huelga general, liderada por anarquistas, plegándose los ferroviarios y los empleados de La Anónima. El 17 de diciembre la policía asesinó al huelguista Domingo F. Olmedo.

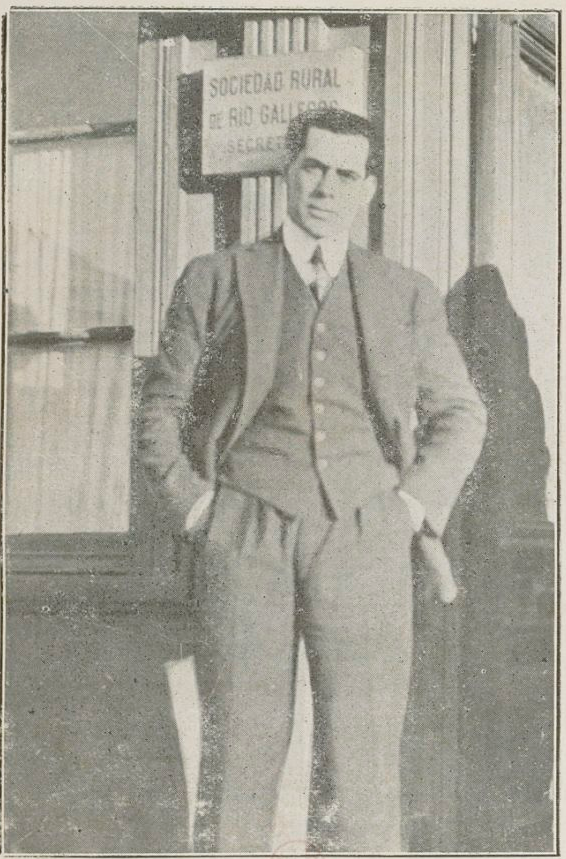
El gobernador Edelmiro Correa Falcón.

La Sociedad Obrera, en una asamblea en que se discutían los pasos a seguir, radicalizó su posición al prevalecer la tendencia de la FORA del V Congreso (anarquista) sobre la de la FORA del IX Congreso (sindicalista). Antonio Soto viajó clandestinamente a Buenos Aires buscando apoyo y solidaridad en el Congreso de la FORA que se realizaba en esos días.
Los huelguistas continuaron tomando como rehenes a policías, estancieros y al personal administrativo de los establecimientos rurales, incautando las armas y los alimentos para el sustento de las columnas movilizadas. Hasta ese momento no habían ocurrido hechos de violencia graves, con excepción de los protagonizados por una banda anarquista liderada por Alfredo Fonte alias "El Toscano", que asaltaba estancias (el 2 de enero de 1921 "El Toscano" y su socio el "68" asaltaron la estancia "El Campamento").

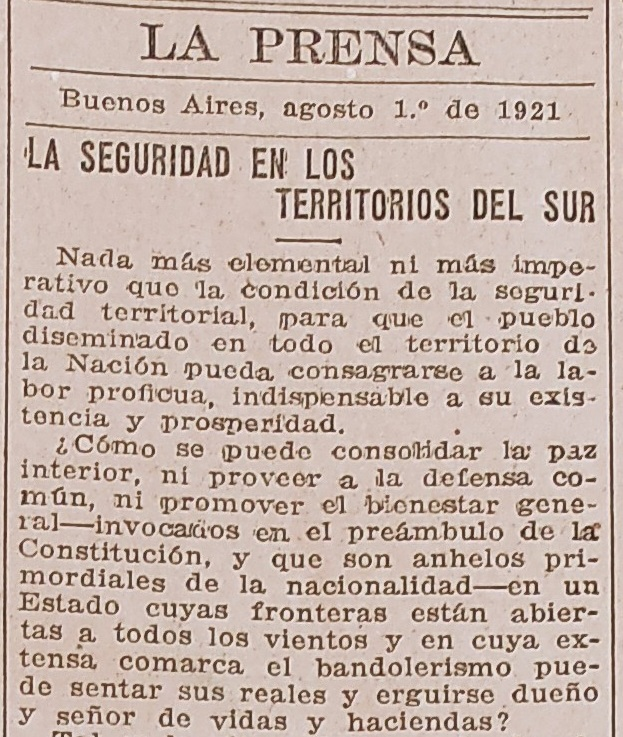
Recorte de una nota del periódico La Prensa del 1 de agosto de 1921 sobre la situación en el territorio de Santa Cruz.

En la región del lago Argentino, los obreros se organizaron en columnas y marcharon por las estancias levantando a la peonada, movilizándose de un lugar a otro para evitar las represalias policiales y dirigirse hacia Río Gallegos. El 4 de enero, al llegar al paraje denominado El Cerrito, la policía dice haber caído en una emboscada. Como resultado del combate, tres policías (el sargento Tomás Rosa y los gendarmes Ernesto Bozán y Juan Campos) fueron muertos y hubo varios heridos. Según algunos autores[¿quién?] este hecho fue manipulado por los periódicos que respondían a la Sociedad Rural, al gobernador Edelmiro Correa Falcón ya que La Sociedad Obrera había denunciado a Correa Falcón por ser gobernador interino y secretario gerente de la Sociedad Rural para pintar un cuadro de situación en el que la provincia entera había caído en manos del bandolerismo anarquista. Lo que procuraba este sector era involucrar al Gobierno nacional que presidía Hipólito Yrigoyen en la represión del movimiento obrero.

Héctor B. Varela en 1907.

El 21 de enero los obreros tomaron la estancia La Anita, haciendo rehenes a sus dueños y al comisario Micheri; luego tomaron la estancia La Primavera. El establecimiento rural La Anita está entre El Calafate y el glaciar Perito Moreno y sigue siendo uno de los más grandes de la provincia de Santa Cruz, dedicado desde sus comienzos a la cría de ovejas. El 29 de enero llegó el nuevo gobernador en reemplazo de Correa Falcón, el capitán Ángel Ignacio Yza, de extracción yrigoyenista. Su política sería de tipo conciliadora, buscando arreglos pacíficos entre las partes. Mientras tanto, las tropas del Ejército comandadas por el teniente coronel Héctor Benigno Varela llegaron a Puerto Santa Cruz el 2 de febrero y se trasladaron de inmediato a Río Gallegos. La llegada de las tropas argentinas no calmó al Gobierno británico que demandó la protección inmediata de sus ciudadanos en la Patagonia.
El gobernador Yza acordó con Varela no recurrir a la represión y se entrevistaron con los huelguistas en la estancia El Tero el 15 de febrero. Las condiciones eran deponer las armas y la liberación de los rehenes. A cambio se reconocían gran parte de las demandas de los trabajadores, aceptándose un convenio que los patrones habían propuesto a los obreros con fecha 30 de enero. Al día siguiente se levantó la huelga mientras se vivía un clima de triunfo en la Sociedad Obrera ("El Toscano" y su banda no aceptaron la mediación y se ocultaron en el interior de la provincia, llevándose consigo gran parte de las armas, para impedir que las requisaran). El conflicto llegó a un principio de solución a través de un laudo del gobernador Yza, que fue aceptado por las partes y homologado por el Departamento de Trabajo de la Nación (22 de febrero de 1921).
Luego del acuerdo con el gobernador Yza, las tropas de Varela retornaron a Buenos Aires en mayo de 1921. Lejos de cumplirse el acuerdo, la patronal comenzó una serie de represalias contra los participantes de las huelgas en las estancias y en los puertos de Santa Cruz. Comenzaron a actuar las fuerzas policiales con refuerzos parapoliciales integrados por miembros de la Liga Patriótica Argentina del nacionalista Manuel Carlés.

### Intermedio: profundización del conflicto

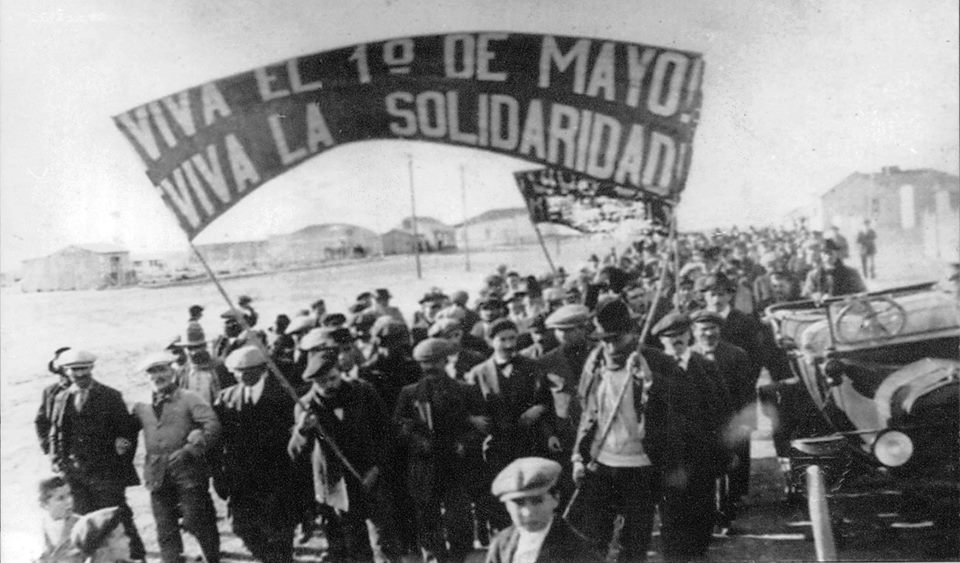
Marcha de peones rurales en Puerto Santa Cruz, en 1921.

El grupo de estancieros, comerciantes y capitalistas patagónicos nucleados en la Sociedad Rural (y apoyados por la Liga Patriótica y algunos funcionarios policiales) abrió la ofensiva contra los otros grupos de intereses que se le enfrentaban: los obreros de la Sociedad Obrera y los radicales yrigoyenistas liderados por José María Borrero y el juez Ismael Viñas, formalmente nucleados alrededor de la figura del gobernador Yza. Este último grupo respondió a las acciones de los estancieros por medio de su periódico La Verdad, dirigido por Borrero, denunciando los contratos leoninos que el frigorífico estadounidense Swift hacía firmar a los obreros del gremio de la carne.
El conflicto finalizó con el triunfo del frigorífico, ayudado indirectamente por Santiago Lázaro y Rogelio Lorenzo, sindicalistas de la FORA del IX Congreso enviados desde Buenos Aires y enfrentados con Antonio Soto por su estilo anarquista afín a la FORA del V Congreso. Desde su vocero La Organización Obrera la FORA sindicalista atacaba a la Sociedad Obrera de Río Gallegos de carácter anarcosindicalista, logrando que varios gremios se separaran (el primero fueron los trabajadores gráficos y a continuación los chóferes y mecánicos). Así, el sector obrero quedó dividido, acercándose el grupo de la FORA del IX al grupo yrigoyenista de Borrero y de Yza. Se inició una serie de ataques a la Sociedad Obrera, con la publicación de volantes por parte los dirigentes de la FORA sindicalista.
En mayo de 1921 los telegrafistas del correo de Río Gallegos en huelga, cambiaron la comisión y rompieron con la Sociedad Obrera. El 10 de mayo en una asamblea realizada en el cine "Select" de Río Gallegos, el dirigente de la FORA sindicalista Rogelio Lorenzo y su "Sindicato autónomo de chauffeurs" ocuparon la sede de la Sociedad Obrera. Un grupo de gremialistas encabezados por Soto los expulsó violentamente del local.

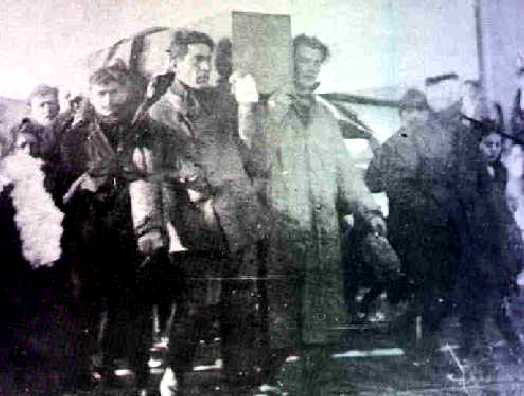
Entierro del obrero Zacarías Gracián, mayo de 1921.

Si bien los dirigentes enviados desde Buenos Aires fueron estrepitosamente derrotados en asamblea, demostrando una nula capacidad de movilización, la Sociedad Obrera comenzó a dar algunas muestras de debilidad. A pesar de haber logrado unos triunfos parciales en boicots contra algunos comerciantes acaudalados, el gobernador Yza dejó de tenerlos como interlocutores válidos, reconociendo solamente a los de la FORA sindicalista.
La Sociedad Rural comenzó a mover sus influencias en Buenos Aires, y propició una campaña en los periódicos La Prensa, La Razón y La Nación para denunciar el peligro anarquista, el bandolerismo y la posibilidad de que el Gobierno chileno intentase apoderarse de la región de Santa Cruz. Paralelamente propiciaron la inmigración de trabajadores "libres", es decir, rompehuelgas traídos desde otras regiones, que serían objeto de graves agresiones por parte de los obreros locales. El 29 de agosto de 1921 llegaron a Río Gallegos a bordo del vapor El Asturiano. El dirigente obrero, cocinero de profesión, Rogelio Lorenzo, de la FORA sindicalista, intentó conformar un gremio autónomo de trabajadores rurales en el interior de la provincia, en especial en la zona de Lago Argentino, inundando con volantes la región. Por esa razón Soto viajó por toda la provincia de Santa Cruz, esclareciendo a los trabajadores rurales, arrieros y esquiladores sobre la naturaleza del conflicto y el incumplimiento del acuerdo con Yza por parte de la patronal, haciendo fracasar la maniobra de Lorenzo. La asamblea organizada por la FORA sindicalista el 2 de octubre fue un completo fracaso.
Pero durante el mes de octubre la situación llegó a un punto de no retorno. Uno de los puntos conflictivos fue la actuación del grupo El Consejo Rojo, capitaneado por Alfredo Fonte alias "El Toscano", que comenzó a perpetrar asaltos, saqueos y toma de rehenes en las estancias de la provincia. A principios de octubre se entrevistó con Antonio Soto para exponerle su plan: huelga general, asaltar las estancias y tomar rehenes, de forma sorpresiva y violenta. Soto se opuso y sostuvo que había que hacer huelga o boicot solamente a aquellos estancieros que no hubieran cumplido con el pliego de condiciones y argumentó que era darle argumentos a la Sociedad Rural. Ambos rompieron relaciones por completo. "El Toscano" fue capturado el 8 de octubre por el comisario Vera, paradójicamente, denunciado por los obreros.
Fuentes bibliográficas reportan supuestos crímenes sexuales, que no fueron comprobados o fueron desmentidos por otros historiadores: varias esposas de estancieros, trabajadores y policías tomados rehenes se reportaron violadas por los huelguistas.
Soto partió en campaña y recorrió los parajes de Barranca Blanca, El Tero, Mac Cormack, Tapi Aike, Fuentes del Coyle, Cancha Carrera, Primavera, San José, Laurita, Rospentek, Punta Alta, Glen Cross, Rincón de los Morros, Douglas, Bella Vista, Buitreras, Paso del Medio y Clark. Si bien logró una adhesión aplastante entre los obreros rurales, la Sociedad Obrera había quedado sin apoyos externos: el juez Ismael Viñas afrontaba juicio político en Buenos Aires, José María Borrero estaba recluido y silencioso, los abogados Corminas, Cabral y Beherán tampoco aparecían a dar su apoyo, y el gobernador radical prefería a la FORA sindicalista como interlocutor. Además, la Sociedad Obrera había perdido fuerza en los puertos, que respondían a la FORA sindicalista. En Puerto Deseado los ferroviarios, y en Puerto San Julián y Puerto Santa Cruz los obreros estibadores y de playa, no apoyaron la huelga. El único apoyo era el de algunos anarquistas como Ramón Outerello, con excepción de Puerto San Julián, donde el dirigente era Albino Argüelles, de tendencia socialista. El único apoyo en la costa provenía de Río Gallegos.

### Segunda huelga

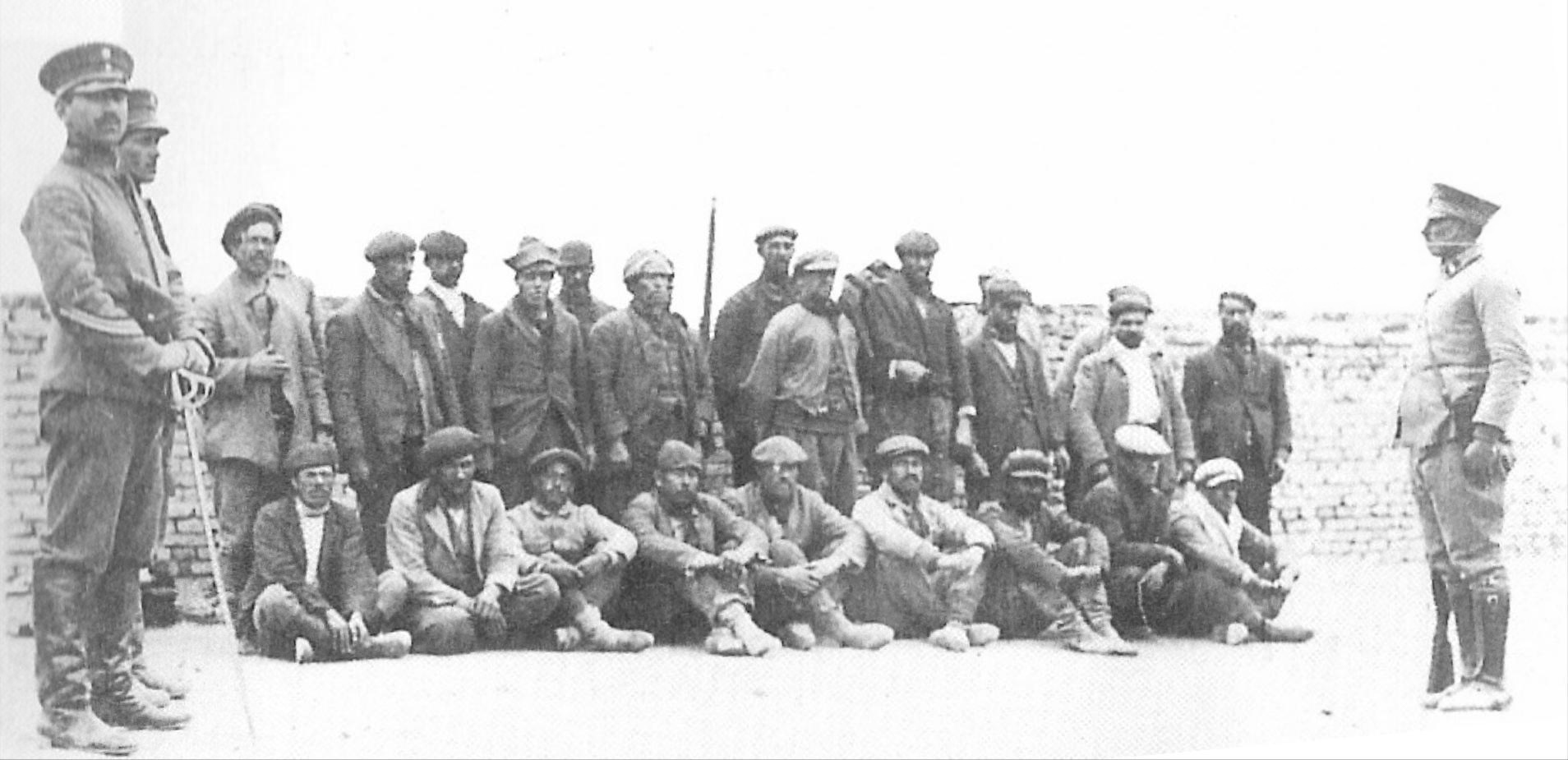
Obreros detenidos aguardan ser identificados.

El 24 de octubre se allanaron y clausuraron los locales de la Federación Obrera de Río Gallegos, Puerto Deseado, Puerto San Julián, Puerto Santa Cruz y se arrestaron a los dirigentes obreros. Antonio Paris, secretario general de la Federación Obrera fue detenido y torturado por la policía; luego sería deportado junto con otros dirigentes obreros. Se declaró la huelga general en Santa Cruz.
Antonio Soto, que estaba en la estancia Bella Vista, enarboló una bandera roja y negra del anarquismo y comenzó a impulsar la huelga y toma de estancias. A comienzos de noviembre Soto había levantado a los trabajadores de las estancias Buitreras, Alquinta, Rincón de los Morros, Glencross, La Esperanza y Bella Vista.
La policía inició una apresurada ofensiva y detuvo a los dirigentes que Soto envió a Río Gallegos: Pedro Mogilnitzky, Sambucetti y Severino Fernández fueron torturados y deportados en el vapor Vicente Fidel López, mientras que fueron detenidos y apaleados José Graña, Domingo Oyola, Restituto Álvarez y el dueño del bar donde se encontraban reunidos, Martín Tadich. La ola de detenciones de dirigentes en las ciudades costeras aisló al movimiento huelguístico, que siguió creciendo. Ramón Outerello logró evadirse de las autoridades en Puerto Santa Cruz, iniciando un accionar más agresivo que Antonio Soto, quien no quería enfrentarse con el Ejército y el Gobierno. Outerello comenzó a organizar grandes columnas de obreros y a tomar estancias, dirigiéndose a los puertos para romper el aislamiento. En la estancia alemana Bremen, en Laguna Cifre, los huelguistas fueron atacados por los estancieros, con el resultado de dos obreros muertos y varios heridos.

#### Llegada de Varela
El presidente argentino Hipólito Yrigoyen decidió el envío de tropas del Regimiento 10.º de Caballería “Húsares de Pueyrredón”, dividiéndola en 2 cuerpos. El principal era comandado por el jefe de la expedición, el teniente coronel Varela, y el segundo cuerpo era comandado por el capitán Elbio C. Anaya. Partieron el 4 de noviembre de 1921 en el transporte Guardia Nacional.
El 10 de noviembre Varela arribó a Río Gallegos. Allí fue informado por los miembros de la Sociedad Rural, las autoridades policiales y el Gobierno local que 

"...todo el orden se halla subvertido, que no existía la garantía individual, del domicilio, de la vida y de las haciendas que nuestra Constitución garante; que hombres levantados en armas contra la Patria amenazaban la estabilidad de las autoridades y abiertamente contra el Gobierno Nacional, destruyendo, incendiando, requisando caballos, víveres y toda clase de elementos...
Informe del tte. cnel. Varela

Varela contaba con una tropa de 200 hombres bien pertrechados, mientras que los huelguistas rondaban los dos millares, en parte armados con armas largas. El historiador Osvaldo Bayer admite que algunos de los huelguistas estaban bien armados con modernos fusiles y revólveres que obtuvieron de carabineros chilenos que frecuentaban los bares de la zona en busca de alcohol, pero si esta afirmación es cierta, no explica cómo estos carabineros evitaron ser encarcelados o fusilados por quebrar el Código Militar Chileno al regresar a sus unidades. Si bien se discuten las razones que lo llevaron a hacerlo, por órdenes del Gobierno Nacional o guiado por su propio criterio, lo cierto es que Varela impuso la "pena de fusilamiento" contra los peones y obreros en huelga. Contra lo que posteriormente argumentarían los autores de los fusilamientos para justificar su accionar, el Gobierno chileno colaboró con las fuerzas argentinas cerrando la frontera para impedir el paso de los huelguistas y permitiendo a las tropas argentinas incursionar en territorio chileno para continuar su persecución. 

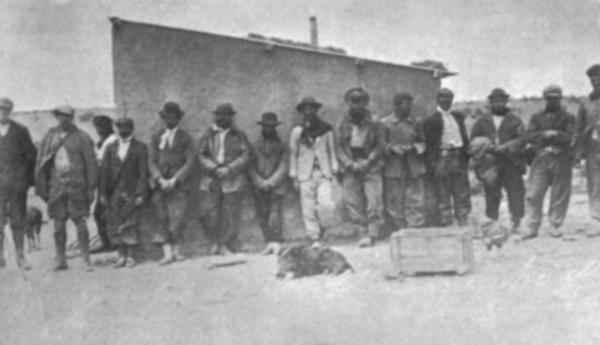
Huelguistas apresados por las tropas de Varela.

El 11 de noviembre Varela con el tte.1° Schweizer y 12 soldados, partieron en dirección a El Cifre, Paso Ibáñez. Allí Varela ordenó el primer fusilamiento (cuando aún no había publicado su bando decretando la pena de muerte): el prisionero chileno Triviño Cárcamo. Luego retornó a Río Gallegos. El 12 de noviembre el capitán Viñas Ibarra con el subteniente Frugoni Miranda y 50 soldados de tropa partieron en dirección a Pari-Aike, Fuentes del Coyle, Primavera, Punta Alta, Cancha Carrera y Cordillera de los Baguales. El 14 de noviembre, en las cercanías de Punta Alta atacaron a un centenar de huelguistas con escasas armas de fuego, casi todos armados con cuchillos, matando a 5 huelguistas y tomando prisioneros unos 80, de los que habrían fusilado a la mitad aproximadamente.
Outerello y su columna de 400 huelguistas se dirigieron a Paso Ibáñez, que en esa época contaba con unos 800 habitantes, y ocuparon el poblado. Llevaban consigo a numerosos policías, estancieros y administradores de estancia como rehenes, a los que alojaron en el cine local. Luego de resistir a las tropas de la marina con éxito, Outerello solicitó parlamentar con Varela, que arribó el 23 de noviembre. Los huelguistas demandaron la libertad de los compañeros presos y de los deportados, y el cumplimiento del pliego de condiciones que la patronal había firmado. Varela les respondió que debían rendirse incondicionalmente. Habían muerto el 26 de noviembre dos policías, Pedro Denis y N. Falcon en un enfrentamiento en la estancia de Alejandro O'Connor, ubicado al norte del territorio, cerca del pequeño poblado de Mazaredo. Mientras los obreros deliberaban (Outerello era partidario de no rendirse y huyó a Cañadón León, Estancia Bella Vista), Varela los atacó en Río Chico rindiendo a una columna dirigida por Avendaño, a quien fusiló junto a decenas de huelguistas. Luego tendieron una emboscada al grupo de Outerello el 1 de diciembre, que resultó muerto junto a una decena de obreros; por parte de las tropas de Varela no sufrieron bajas.
Las tropas dirigidas por el capitán Viñas Ibarra fueron en persecución de las columnas lideradas por Antonio Soto. En todo el territorio, los huelguistas se organizaron en varias columnas que se dividían para pasar por las estancias y levantar en huelga a los trabajadores que allí estuvieran; mientras que los propietarios, administradores o aquellos que se opusieron eran tomados de rehenes. Cada tantos días, los huelguistas conformaban campamentos, en los que se reunían hasta 300 personas y 2000 caballos. Estos campamentos estaban organizados y contaban con una estructura que determinaba la existencia de funciones y actividades específicas, como el cuidado de las armas, los caballos o el control de los rehenes. También se realizaban asambleas para la toma de algunas decisiones. Los más conocidos de estos son el de la estancia Anita, donde ocurrió la mayor matanza de obreros (ver más abajo) y el denominado Cañadón del Carro, desde el cual se enfrentaron al Ejército en la estación Tehuelches. 
El 2 de diciembre las tropas de Viñas Ibarra cruzaron el río Santa Cruz en bote con 20 hombres y más adelante, sorprendieron a un grupo de huelguistas, sometiéndolos en el paraje de "El Perro" donde son exterminados unos 20 obreros. En Cerro Negro las tropas de Viñas Ibarra recorrieron la región "limpiándola" de activistas, y fusilándolos en el lugar donde se los encontraba. Luego, avanzaron hacia la región de Lago Argentino por el camino de Cordillera de los Baguales. El 6 de diciembre en La Leona se entregaron voluntariamente unos 100 huelguistas, mientras que unos 80 siguieron a Soto a la estancia La Anita. Viñas Ibarra luego de alcanzarlos les exigió una rendición incondicional. Durante la noche discutieron en una asamblea, mientras las tropas se preparaban para el asalto: la asamblea votó por la rendición, contra la posición de los anarquistas, que no confiaban en el Ejército. Los huelguistas envían dos delegados a pedir condiciones para la rendición, pero Viñas Ibarra los fusila en el acto. Finalmente, llega la rendición incondicional. Según diversos testimonios la cifra de fusilados oscilaría entre 100 y 200. Antonio Soto, que era contrario a la rendición, huyó a caballo rumbo a Chile con 12 compañeros. El 9 de diciembre, el grupo de Soto cruzó la frontera por la zona del cerro Centinela. Nunca fue atrapado. Entre el 12 y el 20 de diciembre Viñas Ibarra recorrió la región capturando y fusilando a los últimos huelguistas dispersos en la región.

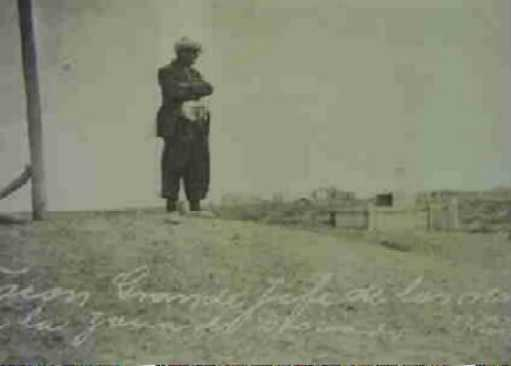
Última fotografía de José Font, conocido como Facón Grande.

La represión continuó desde la región de San Julián hasta Cañadón León. Las tropas de Anaya el 17 de diciembre desde estancia San José marcharon hacia el norte. Cerca del mediodía, luego de un tiroteo en Tapera de Casterán se tomaron numerosos prisioneros. Si bien los militares declararon que murió tan sólo el dirigente Albino Argüelles y dos huelguistas, se fusiló un centenar de prisioneros.
Parte de la represión también sería llevada a cabo por el capitán de caballería Elbio Carlos Anaya, encargado de reprimir a los huelguistas de la Patagonia en los años 20 y asistente directo del teniente coronel Varela. Dos décadas más tarde, ya con el rango de general, estuvo al frente de la guarnición Campo de Mayo en el levantamiento del 4 de junio de 1943, fue ministro de Justicia e Instrucción Pública de ese régimen, y en 1945 participó de los intentos de desplazar a Perón en 1945. Más tarde, durante la dictadura de Pedro Eugenio Aramburu y siendo un acérrimo antiperonista, estuvo al frente de la "Comisión 48", que funcionaba bajo la órbita del almirante Isaac Rojas.

#### Final
La última y final columna de huelguistas que quedaba activa era la dirigida por José Font, más conocido como Facón Grande, en la zona de Ferrocarril Patagónico. Este dividió sus fuerzas en dos columnas, una de 300 hombres hacia el sur de Puerto Deseado, en Bahía Laura, y la otra liderada por Facón Grande hacia Pico Truncado.
Ocuparon el poblado de Las Heras y dejaron a cargo al delegado Antonio Echevarría. El 18 de diciembre Varela envió un tren de exploración desde Puerto Deseado, que llegó a Las Heras a cargo del subteniente Jonas, que retomó dicho poblado sin resistencia. A los pocos días, el subteniente Jonas constató que durante su ausencia por otra misión Echeverría, junto con otros dos prisioneros, habían sido sacados de la cárcel de Puerto Deseado y fusilados en los alrededores de la población o en la ribera de enfrente, sin que nunca más se pudiera saber de ellos.

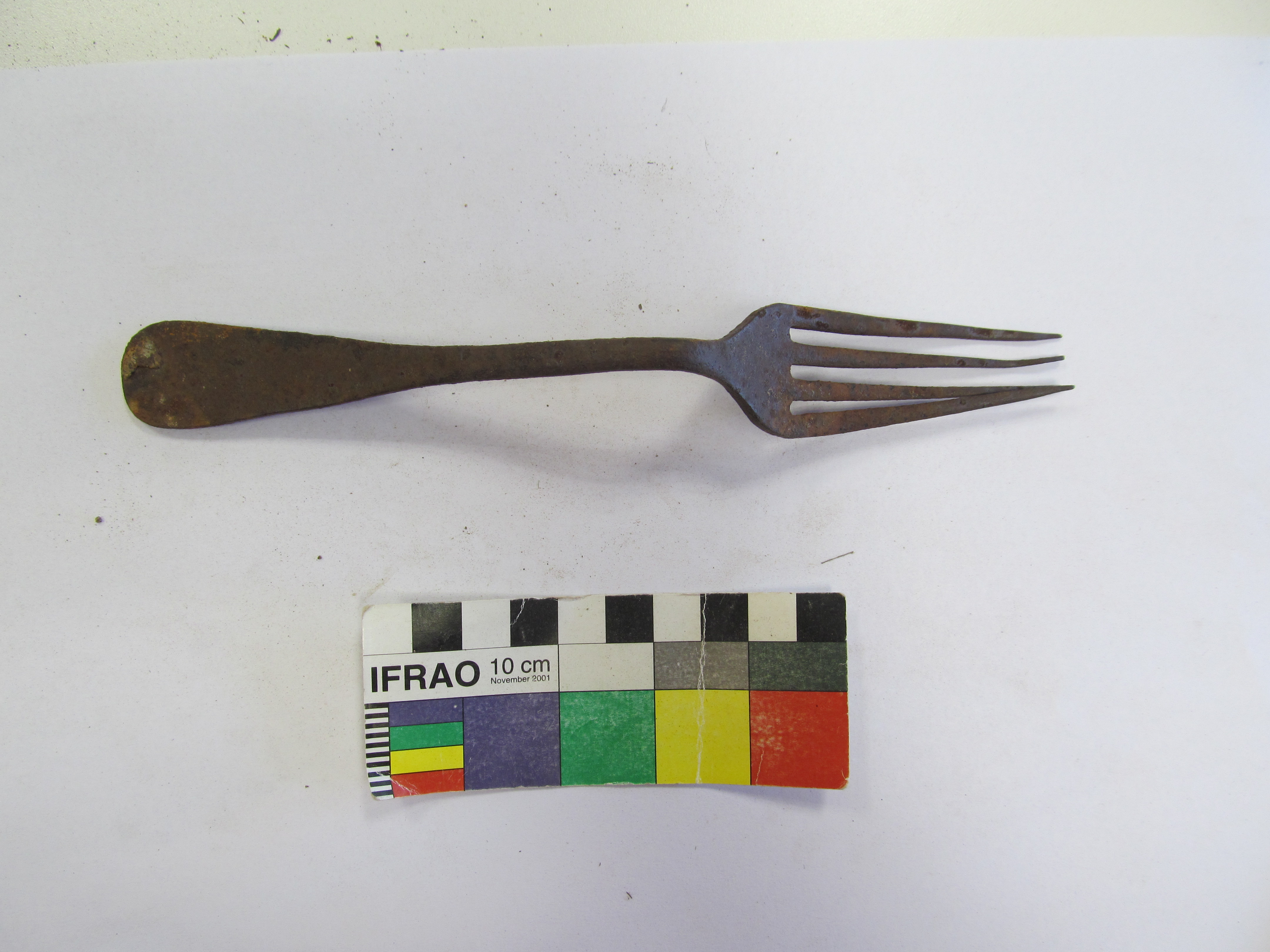
Tenedor usado por los huelguistas encontrado en las investigaciones del campamento del Cañadón del Carro.

El 20 de diciembre Varela arribó a la estación Tehuelches informado sobre un campamento de huelguistas. Este campamento, denominado Cañadón del Carro, existió entre el 19 o 20 de diciembre hasta el 23. Se ubicaba a unos 3 km al sur de Tehuelches. Allí se había concentrado un grupo de unos 200 o 300 huelguistas al mando de Facón Grande. Al llegar, se produjo el único acto organizado de resistencia contra el ejército en toda la campaña: el denominado "Combate de Tehuelches", del cual resultaron heridos al menos dos soldados conscriptos (Fernando Pablo Fischer y Carlos Salvi), de los cuales, el soldado Fischer, el favorito de Varela, fallecería horas más tarde en Puerto Deseado. Entre los huelguistas hubo al menos tres muertos (José Becerra y Armando Ríos fallecieron durante el enfrentamiento; mientras que el tercero, apodado Oreja Negra, murió más tarde mientras era transportado en busca de un médico) y varios heridos. Varela y su grupo tuvieron que retroceder hasta la estación Jaramillo. Al poco tiempo, los huelguistas en el campamento del Cañadón del Carro se dieron cuenta de que se habían enfrentado al Ejército -y no a la policía o las guardias blancas-, por lo que en asamblea deciden iniciar negociaciones para entregarse. Es por ello que envían al gerente de La Anónima, Mario Mesa, junto con otros dos rehenes y tres huelguistas a parlamentar con Varela, quien les prometió respetar la vida de todos y acceder a sus demandas si se rendían y entregaban las armas. Luego de otra asamblea, los obreros decidieron entregarse en la estación Tehuelches el 22 de diciembre. Contrariamente a lo prometido, Varela fusiló a Facón Grande, a Leiva y al menos a medio centenar de obreros.
Al exterminar al último grupo de huelguistas, las tropas del ejército se dedicaron a rastrillar toda la provincia de Santa Cruz en busca de los huelguistas dispersos. El ejército perseguiría a los huelguistas, los iría atrapando y fusilando sumariamente. El 26 de diciembre, el cabo Domingo Montenegro murió al recibir un disparo accidental de un compañero, el soldado conscripto Eusebio Peralta. La campaña finalizó el 10 de enero de 1922. En total, según las estimación de Bayer, teniendo en cuenta las diferentes referencias y relatos, en la huelga habrían sido asesinados entre 1000 y 1500 obreros y huelguistas, considerando él este último valor como excesivo.

## Repercusiones de los fusilamientos

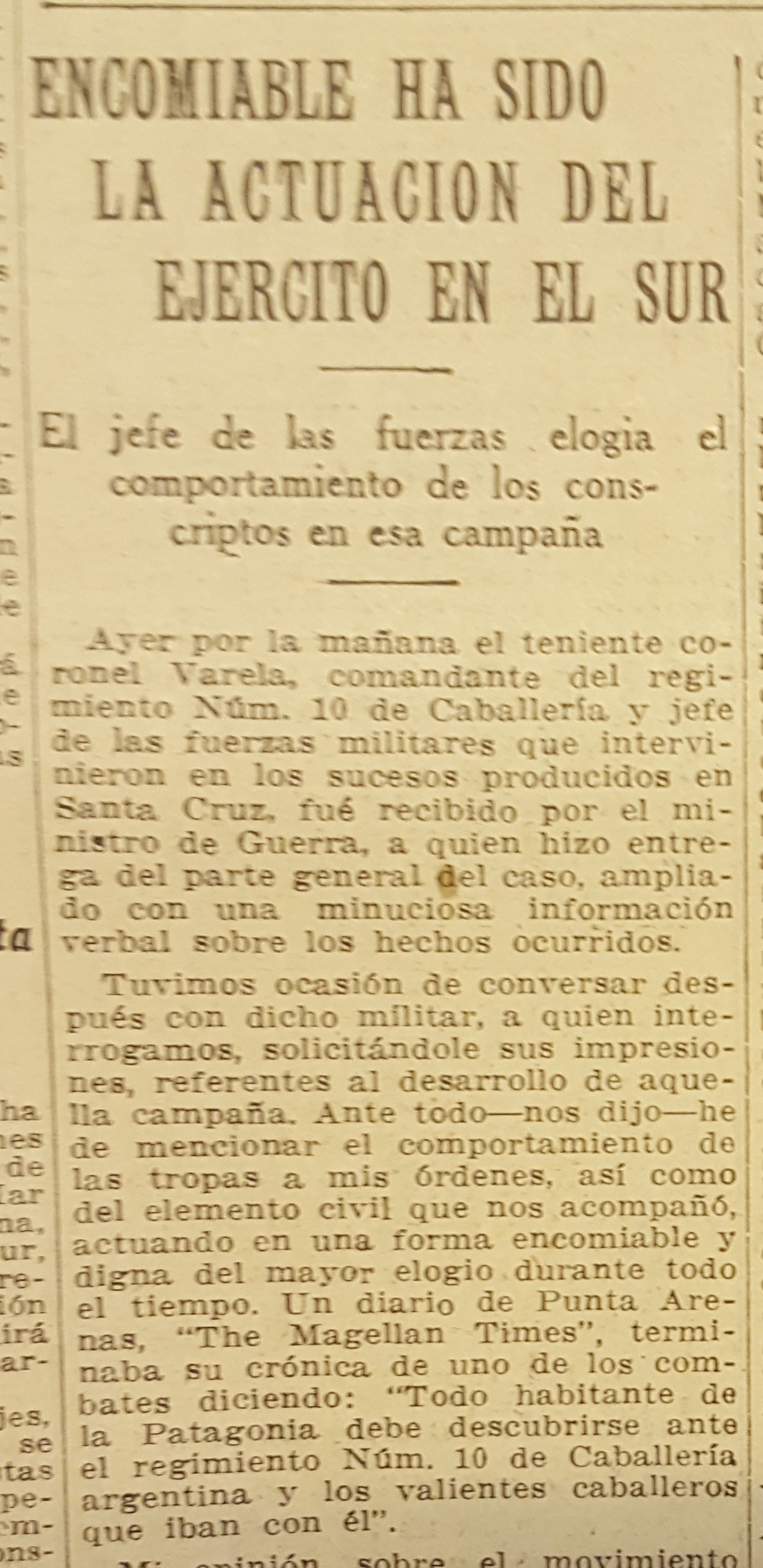
Nota del diario La Nación del 26 de enero de 1921.

El domingo 1 de enero de 1922 la Sociedad Rural festejó el Año Nuevo con un apoteótico homenaje al teniente coronel Varela en el Hotel Argentino. El 7 de enero arribó el vapor "Asturiano" a Río Gallegos, con Manuel Carlés a bordo, presidente de la Liga Patriótica, para rendir homenaje y condecorar a Varela y sus hombres. La recorrida por las poblaciones del sur, de la cual también participó el secretario de la Liga Patriótica Josué Quesada, estuvo motivada por los propietarios de estancias del sur que habían recurrido a los auxilios de la Liga Patriótica para la formación de brigadas -grupos parapoliciales- para la defensa de sus propiedades. De esta forma, Carlés recorre las localidades portuarias de la Patagonia en gira propagandística: Puerto Madryn, Comodoro Rivadavia, Puerto Deseado, Puerto San Julián, Puerto Santa Cruz, Río Gallegos y Ushuaia, logrando crear o reforzar unas 250 brigadas en los territorios del sur. En cada una de las localidades que recorrió Carlés fue agasajado y dio conferencias alabando la organización de las brigadas del sur, el accionar del Ejército y los ideales impulsados por la Liga Patriótica.
El día 11 de enero el diario La Unión de Río Gallegos publicó una declaración de la Sociedad Rural anunciando la rebaja de todos los salarios en un tercio, es decir, un valor nominal inferior al de los salarios vigentes durante la primera huelga. El único acto de repudio a las tropas represivas fue llevado a cabo por las 5 meretrices del prostíbulo La Catalana, que se negaron a atender a los estupefactos soldados, gritándoles "asesinos", hecho que ha sido reivindicado como "la rebelión de las putas de San Julián".

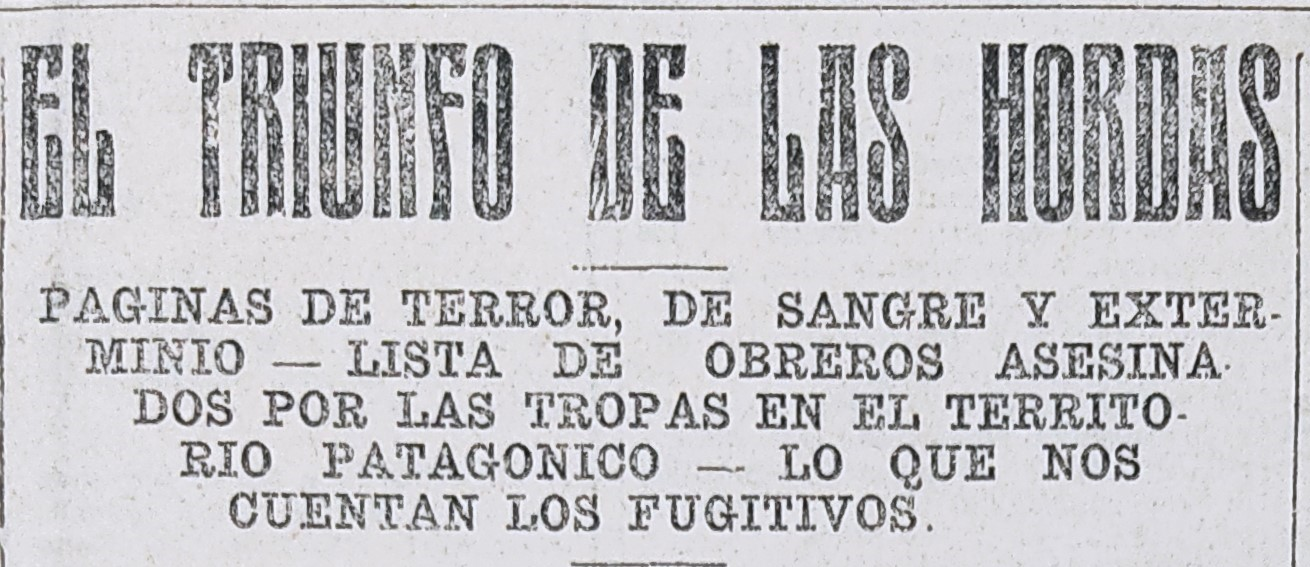
Nota del 13 de mayo de 1922 del periódico Unión Sindical sobre los sucesos de la Patagonia Rebelde.

Los periódicos anarquistas, principalmente La Antorcha y La Protesta, así como varios periódicos sindicales (Bandera Proletaria, El Trabajo, Unión Sindical, por ejemplo) denunciaron la masacre de obreros prisioneros y los fusilamientos sumarios en el mismo momento en que estaban ocurriendo. Llamaron a la solidaridad y a la huelga, pero las otras organizaciones obreras (la UGT y la FORA del IX) solo protestaron formalmente para no enfrentarse con el Gobierno de Hipólito Yrigoyen. Solamente cuando se empezaron a conocer las proporciones de la matanza, se unieron a la prédica. Con excepción de los anarquistas, que publicarán testimonios, denuncias y listas de asesinados, los reclamos de los otros grupos políticos fueron entre tibios y formales. Desde el Gobierno no se hicieron honores a los vencedores, no se avaló oficialmente el accionar de las tropas y se tendió un manto de olvido sobre el asunto, por temor a las consecuencias políticas. Sólo la Liga Patriótica Argentina realizó un acto reivindicatorio del accionar de las tropas en Santa Cruz al otorgarles una medalla al mérito a los soldados y conscriptos cuando arribaron a Buenos Aires de regreso del sur. Hubo algunos debates y denuncias en la Cámara de Diputados de la Nación desde el 1 de febrero de 1922, en que el diputado socialista Antonio De Tomaso abordó el tema en una sesión. Las denuncias y escándalos de los diputados socialistas fueron sistemáticamente desoídos y pocos meses después el asunto cayó en el olvido.

## Serie de venganzas
El 27 de enero de 1923 un anarquista alemán de nombre Kurt Wilckens ultimó a Héctor Benigno Varela. Había intentado asesinar a Varela en otras oportunidades, pero Varela siempre aparecía acompañado por otras personas o por sus hijas, lo cual le disuadía de realizar el atentado. Ese día Varela salió de su residencia sin compañías. Wilckens lo esperó a pocos metros de la entrada de su domicilio en la calle Fitz Roy n.° 2461 del barrio de Palermo de la ciudad de Buenos Aires, y al verlo salir le arrojó una bomba a los pies que hirió al militar. Luego le disparó cuatro balazos (cifra con la que Varela solía ordenar que asesinaran a sus víctimas), con su revólver Colt. Wilckens intentó huir, pero una esquirla de la bomba le había roto el peroné, impidiéndole la fuga. Al ser detenido por la policía dijo: "He vengado a mis hermanos".
Kurt Wilckens era un anarquista pacifista, que estaba profundamente indignado por el accionar de Varela y que no poseía experiencia en atentados ni en el manejo de explosivos. Declaró que su acto fue un hecho completamente individual, aunque indudablemente recibió ayuda de otros anarquistas. Wilckens fue saludado por todo el anarquismo de la Argentina y las repercusiones de su atentado llegaron hasta Alemania, donde había nacido, y Estados Unidos, donde había residido.

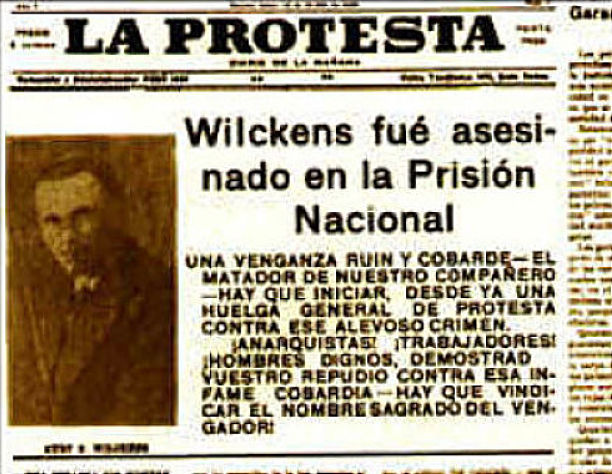
Titular de La Protesta.

A los funerales de Varela asistieron el ministro de Guerra general Agustín P. Justo, el doctor Manuel Carlés, el presidente Marcelo T. de Alvear y el expresidente Hipólito Yrigoyen. Allí, un joven de la Liga Patriótica Argentina y expolicía de Santa Cruz, llamado Ernesto Pérez Millán Témperley profirió insultos y amenazas al periodismo.
Los fiscales pidieron 17 años de prisión para Wilckens. Estando en prisión se recuperó saludablemente y por su carácter dócil llegó a ser estimado por los internos y respetado por los funcionarios, recibiendo visitas y material de lectura con frecuencia. Fue entrevistado por periodistas, escribiendo algunos artículos para periódicos anarquistas.

"No fue venganza; yo no vi en Varela al insignificante oficial. No, él era todo en la Patagonia: gobierno, juez, verdugo y sepulturero. Intenté herir en él al ídolo desnudo de un sistema criminal. ¡Pero la venganza es indigna de un anarquista! El mañana, nuestro mañana, no afirma rencillas, ni crímenes, ni mentiras; afirma vida, amor, ciencias; trabajemos para apresurar ese día."

Kurt Wilckens, carta del 21 de mayo de 1923).

El 15 de junio, Pérez Millán Témperley le disparó a Wilckens en su celda mientras dormía. El balazo le atravesó el pulmón izquierdo, y Wilckens falleció al día siguiente. Su asesino, al ser detenido declaró: "Yo he sido subalterno y pariente del comandante Varela. Acabo de vengar su muerte". El titular del Diario Crítica vendió más de medio millón de ejemplares y el hecho despertó la indignación de los anarquistas y las organizaciones obreras. La FORA convocó a un paro general de protesta y una manifestación en Plaza Once dejó un saldo de 2 muertos, 17 heridos y 163 detenidos por parte de los manifestantes y dos policías muertos y varios heridos. La Unión Sindical Argentina, ex-FORA del IX, apoyó la huelga pero pronto levantó la medida.
Pérez Millán fue declarado demente gracias a sus influencias, e internado en el Hospicio Vieytes, donde llevó una vida tranquila, pero albergando resentimiento por sentirse abandonado por sus camaradas de la Liga Patriótica. En la mañana del 9 de noviembre de 1925 Pérez Millán fue asesinado de un tiro por Esteban Lucich, un interno con antecedentes homicidas. Debido a que Lucich no tendría una motivación manifiesta para cometer el hecho, los investigadores apuntaron al profesor Germán Boris Wladimirovich, un anarquista de origen ruso, autor en 1919 del primer asalto con fines políticos en la Argentina. Sometido a un duro interrogatorio y golpiza no admitiría su participación para no comprometer a sus apoyos en el exterior. Debido a la tortura a la que fue sometido Wladimirovich, murió unos meses después.
El 24 de diciembre de 1927 estallaron dos poderosas bombas anarquistas en dos bancos en Buenos Aires, matando a dos personas. El 23 de mayo de 1923, los anarquistas hicieron detonar una bomba que destruyó el edificio del consulado italiano en Buenos Aires, matando a nueve e hiriendo a 34 personas, la mayoría de las víctimas siendo civiles inocentes. El 24 de diciembre de 1929 el presidente argentino Hipólito Yrigoyen sufrió un atentado a balazos del anarquista italiano Gualterio Marinelli, de 44 años, quien fue muerto a tiros por la policía.
El 6 de septiembre de 1930, el teniente general José Félix Uriburu asumió el poder en Argentina, al dar el primer golpe de Estado del país. El régimen de Uriburu pronto cerró las prensas de los anarquistas y comunistas e hizo difícil, si no imposible, para los anarquistas difundir sus ideales. Uriburu además ordenó la deportación masiva de los trabajadores españoles e italianos que se habían unido a los anarquistas, y el cambio político, económico y en las condiciones sociales "llevaron a la decadencia de este movimiento, sobre todo en su manifestación dentro del movimiento obrero". Sin embargo, los anarquistas fueron capaces de llevar a cabo algunos ataques más, y el 20 de enero de 1931 hicieron explotar tres bombas en el subterráneo de Plaza Once y en las estaciones de trenes Maldonado y Constitución, causando la muerte a cuatro personas e hiriendo a 17 pasajeros.

## Filmografía

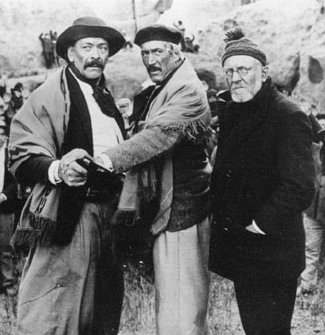
Fotograma del film La Patagonia Rebelde, de Héctor Olivera (Argentina, 1974).

La película de 1974 La Patagonia rebelde dirigida por Héctor Olivera y con guion de Osvaldo Bayer recrea aquella masacre. Fue censurada primero por el entonces presidente Juan Domingo Perón y luego finalmente fue aprobada el 12 de junio de ese año por decisión del mismo. Después de la muerte de Perón fue censurada nuevamente el 12 de octubre por el Gobierno de Isabel Perón. Sólo pudo ser exhibida en 1984 con el regreso de la democracia. El film ganó el Oso de Plata en la Berlinale de 1974.
En 1996 se estrenó el film dramático Flores amarillas en la ventana, dirigido por Víctor Jorge Ruiz. Este recrea algunos pasajes de los hechos de 1921 que aún hoy permanecen en la huella del paisaje y la memoria colectiva de la población patagónica.
En 2006 se estrenó el documental La vuelta de Osvaldo Bayer, dirigido por Eduardo Anguita. Este recrea —mediante la guía de Bayer— algunos pasajes de los hechos que aún hoy permanecen en la huella del paisaje y la memoria colectiva de la población patagónica, con algunos monumentos semidestruidos, murales de conmemoración, etc.

## Literatura
Si bien existen algunas referencias previas en obras de menos difusión, como Lago Argentino de Juan Goyanarte, la primera referencia en la literatura de gran difusión es el libro Los dueños de la tierra de David Viñas, publicado en 1958. En este libro de ficción relata los sucesos de la Patagonia rebelde, a través de la historia del mediador enviado por el Gobierno radical para solucionar el conflicto de manera pacífica antes de la intervención del ejército. En esta obra, varios personajes están claramente basados en personas reales. Por ejemplo, el protagonista, Vicente Vera -que representa al padre de Viñas, el juez de Paz Ismael Viñas- es un abogado radical enviado por el Viejo -en referencia a Hipólito Yrigoyen- para resolver el conflicto que acontece en Santa Cruz. Allí conoce a Yuda Singer, una joven anarquista rusa, que es una imagen especular de su madre, Esther Porter, así como alter ego del propio David Viñas. Por su parte, Varela es referenciado como el Comandante Baralt, mientras que el estanciero Brun está inspirado en Mauricio Braun. Es de destacar que esta obra es 10 años precedente a las investigaciones de Osvaldo Bayer publicadas en la revista Todo es Historia, y constituye una de las primeras referencias en la literatura de las huelgas en términos del conflicto entre los latifundistas que explotaban y oprimían a los obreros rurales, quienes constituía el sector con mayor grado de vulnerabilidad social.
En el cuento De cómo murió el chilote Otey publicado en 1956 por Francisco Coloane relata un episodio ambientado en los días finales de la huelga. Mientras unos 850 obreros al mando de Facón Grande huyen hacia la cordillera del Paine y la frontera con Chile, otros 40 y entre ellos los chilotes Otey y Rivera, deciden morir por sus compañeros y quedarse atrincherados en un galpón de esquila para hacer que los hombres de Varela pierdan tiempo en combate. Durante la narración los personajes presentan versiones de las causas y los sucesos de la huelga y también reflexionan acerca de la discriminación que sufren los chilotes en la Patagonia.
Pavel Oyarzún, novelista y poeta nacido en Punta Arenas (Chile), escribió en 2004 la novela El Paso del Diablo, en la que recoge la huida de los obreros huelguistas perseguidos por los soldados del Regimiento del 10 de Caballería.

## Homenajes
Pese a que la historia argentina y sus gobiernos quisieron oscurecer y ocultar la historia; muchas localidades santacruceñas recuerdan a sus obreros caídos y los homenajean de distintas maneras:
- Piedra Buena
- Jaramillo
- San Julián
- El Calafate[71]
- Gobernador Gregores
- Puerto Santa Cruz

### Señalización de sitios de matanza
En 2010, en el marco de una política de marcar sitios relacionados con el terrorismo de Estado por parte de la Red Federal de Sitios de Memoria, se señalizó el cenotafio en la Estancia Anita, levantado en homenaje a los peones rurales fusilados en 1921 en El Calafate, como Sitio Nacional de la Memoria. Mientras que en el año 2014 se realizó la señalización de la fosa común del “Cañadón de los Muertos” ubicado en la estancia Bella Vista, cerca de la localidad de Gobernador Gregores, en memoria de los huelguistas patagónicos masacrados por el Ejército argentino. En el acto dijo el historiador Osvaldo Bayer, autor de “La Patagonia Rebelde”:  
Hoy la verdad fue reivindicada, como lo fue también la lucha de esos pobres trabajadores de campo que pedían tan poco y perdieron la vida de una forma muy miserable.

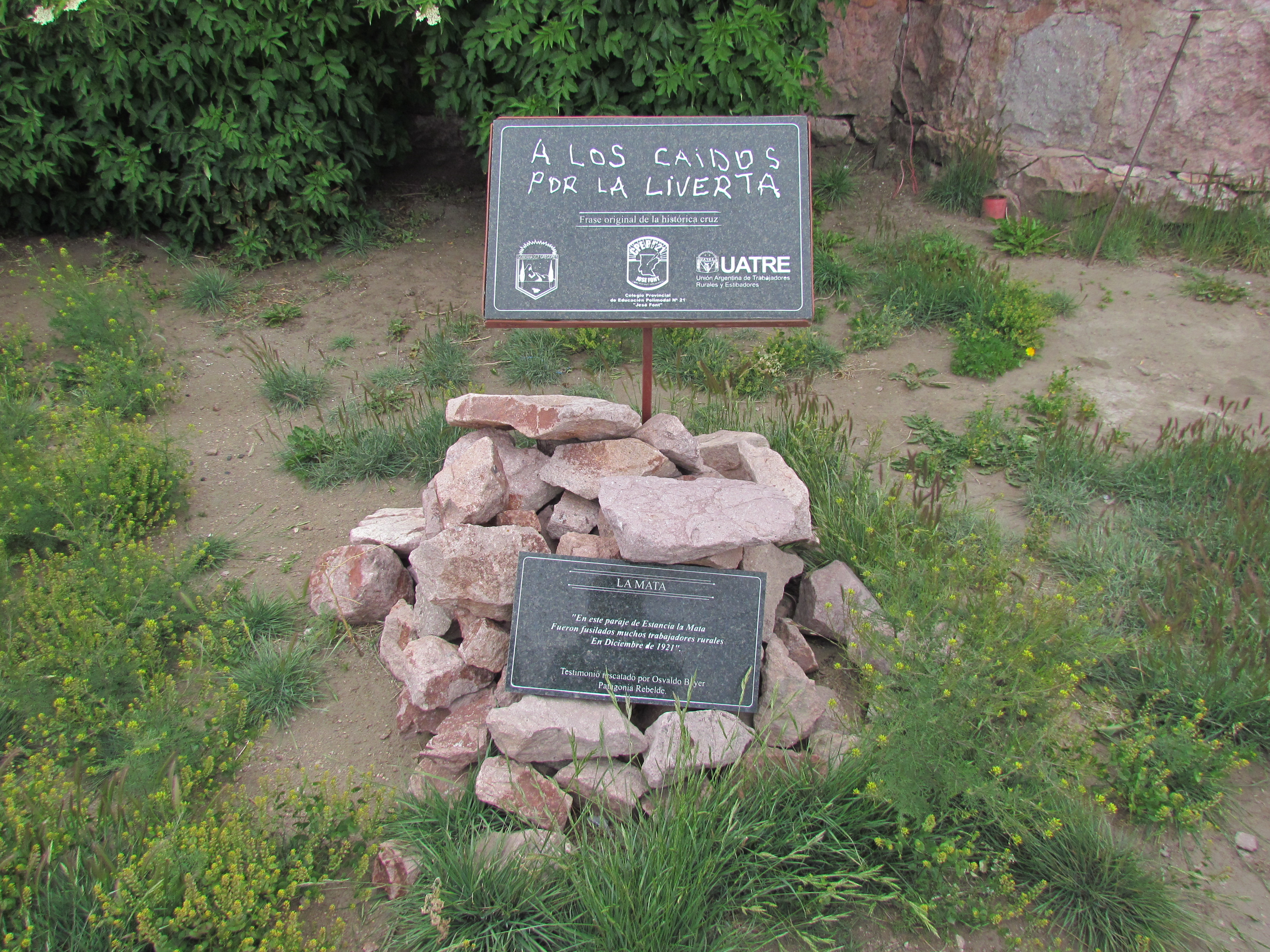
Vista de la placa recordatoria de la tumba de Albino Argüelles.

También existe otro recordatorio en el lugar donde fue asesinado Albino Argüelles, al norte de la localidad de Gobernador Gregores, en el paraje conocido como La Mata o Tapera Casterán.

## Creencias populares
El espacio comprendido entre las localidades de Jaramillo, Fitz Roy y Pico Truncado y el valle del río Deseado, se corresponde con una de las zonas donde en 1921 el ejército fusiló a cientos de huelguistas rurales. El diario Crónica publicó en 2023 un artículo revelando que en Santa Cruz abundan los testimonios que registran la presencia de seres fantasmales, también conocidos como ánimas o simplemente como fantasmas. El artículo relaciona algunas de esas apariciones, con las masacres de 1921: 

En una de esas localidades, en una antigua edificación utilizada como salón comunal, suele aparecer un hombre vestido de negro que inoportuna a los concurrentes. Coincidencia o no, se corresponde con una de las zonas donde en 1921 el ejército fusiló a cientos de huelguistas rurales.